# Camporredondo (Valladolid)
Camporredondo ist ein nordspanischer Ort und eine Gemeinde (municipio) mit 147 Einwohnern (Stand: 2024) in der Provinz Valladolid in der autonomen Region Kastilien-León. 

## Geografie
Camporredondo liegt im Süden der Provinz Valladolid etwa 30 Kilometer südsüdöstlich vom Stadtzentrum von Valladolid in einer Höhe von ca. 800 m. Durch den Südwesten der Gemeinde führt die Autovía A-601. 

## Bevölkerungsentwicklung
| 522 | 533 | 368 | 293 | 250 | 214 | 174 | 153 |

## Sehenswürdigkeiten

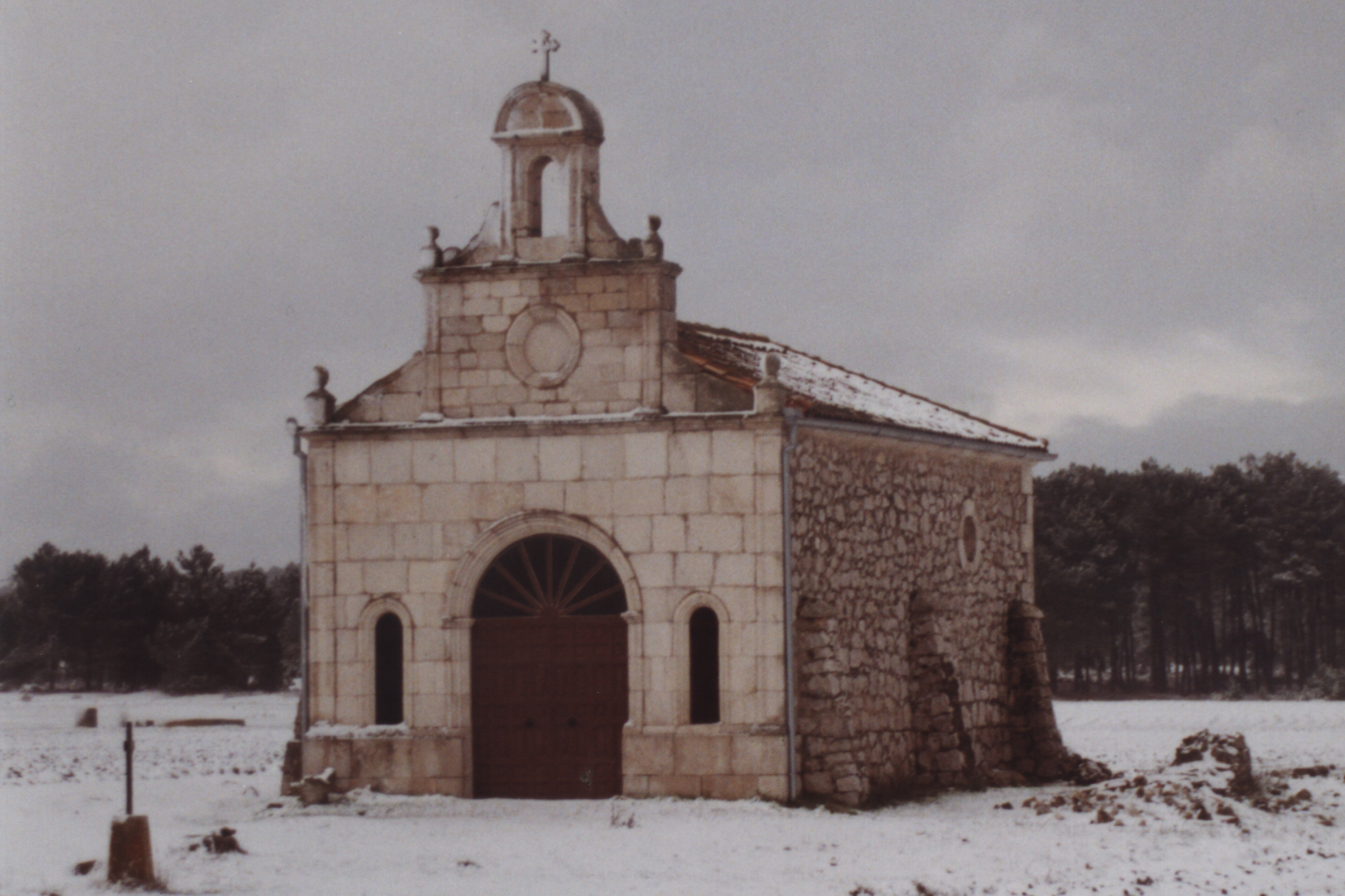
Kirche Mariä Himmelfahrt
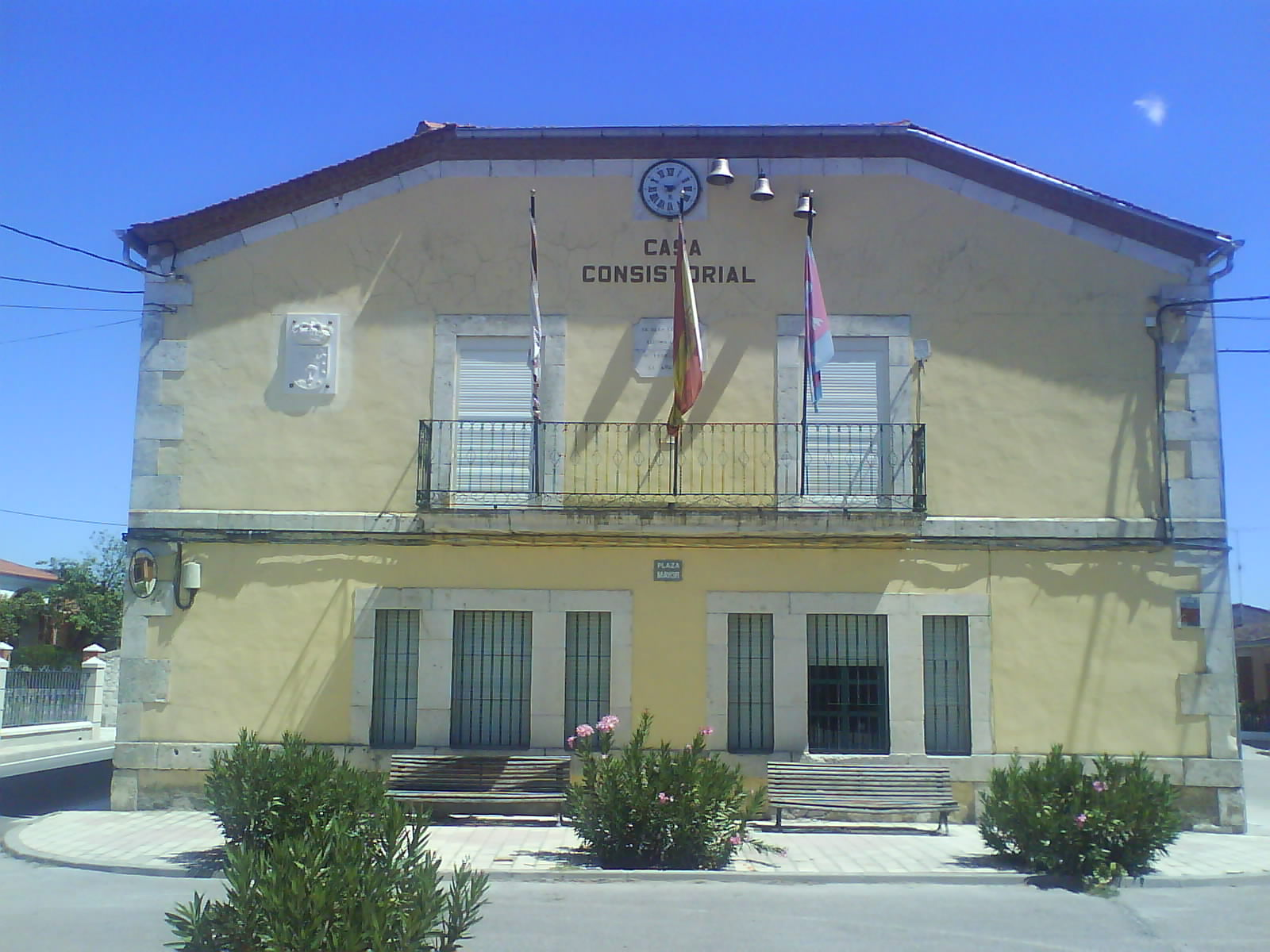
Christuskapelle

- Christuskapelle
- Rathaus